# Obiad drawski

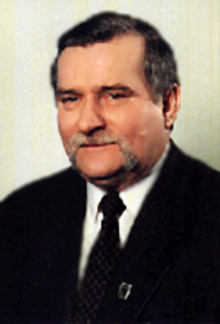
Lech Wałęsa

Obiad drawski – potoczna nazwa wydarzenia mającego miejsce 30 września 1994 roku na poligonie drawskim, podczas odbywającego się centralnego kursu metodyczno-szkoleniowego najwyższej kadry dowódczej Sił Zbrojnych RP.
W zajęciach brała udział generalicja WP z gen. Tadeuszem Wileckim na czele, Minister Obrony Narodowej, wtedy już emerytowany admirał, Piotr Kołodziejczyk. Pod pretekstem wizytowania wojska przyjechał do Drawska prezydent Lech Wałęsa. Podczas zajęć Wałęsa skrytykował całe cywilne kierownictwo MON oraz sejmową komisję obrony narodowej. Wypowiedź ta poprzedzona była obiadem w wojskowym ośrodku wypoczynkowym w pałacu Brockhausenów w Karwicach nad jeziorem Lubie, w którym udział wzięli prezydent, minister Mieczysław Wachowski, szef SG WP gen. Wilecki, dowódcy rodzajów sił zbrojnych i okręgów wojskowych: Edmund Bołociuch, Zbigniew Zalewski, Leon Komornicki, Jerzy Gotowała, Romuald Waga, Janusz Ornatowski, Tadeusz Bazydło, Julian Lewiński i Zenon Bryk oraz biskup polowy WP gen. Sławoj Leszek Głódź.
Podczas obiadu prezydent poprosił generałów o szczere wypowiedzi o sytuacji w wojsku. Generałowie jednoznacznie obwiniali za złą, ich zdaniem, sytuację w armii cywilne kierownictwo MON, a szczególnie ministra Kołodziejczyka. Prezydent poparł wojskowych, a gen. Wilecki zaproponował, aby sprawę rozstrzygnąć na miejscu. Wałęsa zarządził głosowanie, kto jest za ministrem, a kto przeciw. Tylko dwóch generałów wstrzymało się od głosu, pozostali byli przeciwko ministrowi.
Na forum sejmowej Komisji Obrony Narodowej 12 października 1994 minister Piotr Kołodziejczyk oskarżył prezydenta Lecha Wałęsę i szefa sztabu gen. Tadeusza Wileckiego o próbę pozakonstytucyjnego odwołania ze stanowiska podczas obiadu drawskiego.
Pod naciskiem prezydenta i wbrew opinii Komisji Obrony Narodowej 12 listopada 1994 premier Waldemar Pawlak podjął zaskakującą decyzję odwołania ministra Kołodziejczyka.
Według tygodnika „Przegląd”: Wilecki z Malejczykiem należeli do najważniejszych kucharzy przygotowujących słynny «obiad drawski». Byli w tę aferę zanurzeni po epolety. Byli najbliższymi stronnikami Wałęsy prącego do pełni władzy w Polsce. Jeden z najważniejszych celów na tej drodze stanowiło wyjęcie spod władzy i kontroli ministra obrony narodowej – wówczas Piotra Kołodziejczyka – Wojskowych Służb Informacyjnych i podporządkowanie ich szefowi Sztabu Generalnego. Same WSI do tego stopnia kontrolowały działania wysokich przedstawicieli administracji, że podsłuchiwały ich rozmowy, także w czasie „obiadu drawskiego”. Żołnierze Oddziału Radioelektronicznego WSI zarejestrowali rozmowy prowadzone przez generałów Wileckiego i Malejczyka z Szefem UOP gen. Gromosławem Czempińskim oraz rozmowę wiceministra obrony narodowej Jana Kuriaty z gen. Henrykiem Miką. Taśmę z nagraniem zabezpieczono, sporządzono z niej stenogram i przekazano kasetę z nagraniem szefowi zarządu kontrwywiadu, kmdr. Kazimierzowi Głowackiemu. Ten po przedstawieniu materiałów ministrowi Piotrowi Kołodziejczykowi i zwrocie przez ministra, utracił je w nieustalonych okolicznościach.